# Kumb Mela
Kumb Mela ili Kumbha Mela (/ˌkʊmb ˈmeɪlə/) predstavlja veliko hodočašćé i festival u hinduizmu. Proslavlja se u ciklusu od oko 12 godina na četiri mesta hodočašća na obalama reka: Prajag (Gang-Jamuna mitsko Sarasvatsko ušće reke), Haridvar (Gang), Našik (Godavari) i Udžajin (Šipra). Festival je obeležen ritualnim uranjanjem u vodu, ali isto tako i trgovinskim proslavama sa brojnim sajmovima, obrazovnim aktivnostima, verskim diskursima svetaca, masovnom prinošenjem hrane monasima ili siromašnima, i zabavnim spektaklom. Sledbenici veruju da je kupanje u ovim rekama sredstvo za prajaskitu (pomirenje, pokoru) za greške iz prošlosti, i da ih to očišćava od njihovih grehova.
Festival se tradicionalno pripisuje hinduističkom filozofu iz 8. veka Adi Šankari, kao deo njegovih napora da pokrene velike hinduističke skupove radi filozofskih rasprava i debata, zajedno sa hinduističkim manastirima širom indijskog potkontinenta. Međutim, ne postoje istorijski književni dokazi da su se ova masovna hodočašća pre 19. veka zvala „Kumbha Mela”. Postoji dovoljno dokaza u istorijskim rukopisima i natpisima o godišnjem Magha Mela u hinduizmu - s periodičnim većim okupljanjima nakon 6 ili 12 godina - gde su se hodočasnici okupljali u ogromnom broju i gde je jedan od rituala uključivao i sveto potapanje u reku ili sveti rezervoar. Prema Kama Maklinu, društveno-politička dešavanja tokom kolonijalne ere i reakcija na orijentalizam doveli su do ponovnog brandiranja i mobilisanja drevne Magha Mele kao Kumb Mele modernog doba, naročito nakon Indijske pobune 1857. godine.
Sedmice tokom kojih se festival odvija kruže, te se na svakom mestu odvija približno jednom u 12 godina na bazi hinduističkog luni-solarnog kalendara i relativnih astroloških položaja Jupitera, Sunca i Meseca. Jaz između festivala Prajag i Haridvar iznosi oko 6 godina, i oba sadrže Maha (glavnu) i Ardha (polovičnu) Kumb Melu. Tačne godine - posebno za Kumb Mele kod Udžajina i Našika - bile su predmet spora u 20. veku. Festivali Našik i Udžajin proslavljani su iste godine ili sa jednom godinom razmaka, obično oko 3 godine nakon Haridvar Kumb Mele. U mnogim delovima Indije slični, ali manji festivali hodočašća i kupanja nazivaju se Maga Mela, Makar Mela ili slično. Na primer, u Tamil Nadu, Maga Mela sa obredom uranjanja u vodu je festival antike. Ovaj festival se održava u tanku Mahamaham (blizu reke Kaveri) svakih 12 godina u Kumbakonamu, privlači milione južnoindijskih hindusa i opisan je kao Tamilska Kumb Mela. Ostala mesta gde se hodočašća kupanja i sajmovi Maga-Mela ili Makar-Mela nazivaju Kumb Mela uključuju Kurukšetra, Sonipat, i Panauti (Nepal).
Kumb Mele imaju tri datuma tokom kojih učestvuje značajna većina hodočasnika, dok sam festival traje između jednog i tri meseca oko ovih datuma. Svaki festival privlači milione. Najveće je okupljanje Prajag Kumb Mela, a drugo po veličini u Haridvaru. Prema Enciklopediji Britanika, 60 miliona hindusa okupilo se za Kumb Mela 2001. godine. Festival je jedno od najvećih mirnih okupljanja u svetu, a smatra se „najvećom svetskom kongregacijom verskih hodočasnika”. Ono je upisano u Uneskov reprezentativni spisak nematerijalne kulturne baštine čovečanstva. Festival se odvija tokom više dana, pri čemu dan Amavasja privlači najveći broj posetilaca u jednom danu. Procenjuje se da je 30. februara 2013. Prajag Kumb Meli prisustvovalo 30 miliona osoba.
Festival Kumb Mela uvršten je 2017. godine na Uneskovu Reprezentativnu listu nematerijalnog kulturnog nasleđa čovečanstva.

## Etimologija i nomenklatura
Kumba u Kumba Mela doslovno znači „krčag, tegla, lonac” na sanskrtu. Nalazi se u vedskim tekstovima, u tom smislu, često u kontekstu držanja vode ili u mitskim legendama o nektaru besmrtnosti. Reč kumba ili njeni derivati nalaze se u Rigvedi (1500–1200 pne), na primer, u stihu 10.89.7; stih 19.16 Jajurveda, stih 6.3 Samaveda, stih 19.53.3 Atarvaveda i drugoj vedskoj i postvedska drevna sanskritskoj literaturi. U astrološkim tekstovima, termin se takođe odnosi na horoskopski znak Vodolije. Astrološka etimologija datira do kraja 1. milenijuma, verovatno pod uticajem grčkih ideja zodijaka.

## Napomene
1. ↑  Približno jednom u veku, Kumb Mela se vraća nakon 11 godina. To je zbog Jupiterove orbite od 11,86 godina. Sa svakim 12-godišnjim ciklusom po gruzijskom kalendaru, prilagođavanje kalendarske godine pojavljuje se u približno 8 ciklusa.[10]

## Literatura
- Kane, P. V. (1953). History of Dharmaśāstra: Ancient and Medieval Religious and Civil Law in India. 4.
- Maclean, Kama (28. 8. 2008). Pilgrimage and Power: The Kumbh Mela in Allahabad, 1765-1954. Oxford University Press USA. ISBN 978-0-19-533894-2.
- Krishnaswamy, C.S.; Ghosh, Amalananda (oktobar 1935). „A Note on the Allahabad Pillar of Aśoka”. The Journal of the Royal Asiatic Society of Great Britain and Ireland. 4 (4): 697—706. JSTOR 25201233.
- Pingree, David (1973). „The Mesopotamian Origin of Early Indian Mathematical Astronomy”. Journal for the History of Astronomy. SAGE. 4 (1): 1—12. Bibcode:1973JHA.....4....1P. doi:10.1177/002182867300400102.
- Ohashi, Yukio (1999).  Andersen, Johannes, ур. Highlights of Astronomy, Volume 11B. Springer Science. ISBN 978-0-7923-5556-4.
- Pingree, David (1981). Jyotihśāstra: Astral and Mathematical Literature. Otto Harrassowitz. ISBN 978-3447021654.
- Harvard University, South Asia Institute (2015). Kumbh Mela: Mapping the Ephemeral Megacity. New Delhi: Niyogi Books. ISBN 9789385285073.
- Kumbh Mela and The Sadhus,(English, Paperback, Badri Narain and Kedar Narain) Pilgrims Publishings, India.  9788177698053.
- KUMBH : Sarvjan - Sahbhagita ka Vishalatam Amritparva with 1 Disc (Hindi, Paperback, Ramanand)Pilgrims Publishings, India, 9788177696714.